# Ariston aristus
Ariston aristus is een spinnensoort in de taxonomische indeling van de wielwebkaardespinnen (Uloboridae).
Het dier behoort tot het geslacht Ariston. De wetenschappelijke naam van de soort werd voor het eerst geldig gepubliceerd in 1979 door Opell.